# Bandeira de Kostroma
A Bandeira de Kostroma é um dos símbolos oficiais do Oblast de Kostroma, uma subdivisão da Federação Russa. Foi aprovado em 28 de abril de 2006.

## Descrição
Seu desenho consiste em um retângulo de proporção largura-comprimento de 2:3 vermelho com uma faixa azul ao longo do mastro da bandeira na largura total do pavilhão. No centro da bandeira está o brasão de armas da região Kostroma. A altura da imagem é de 1/2 da largura da bandeira, e a largura 1/3 do comprimento total.
A bandeira do óblast é bastante semelhante à bandeira da RSS da Rússia (1954-1991), por possuir muitos elementos em comum. O mesmo ocorre com as bandeiras dos óblasts de Vladímir e Kemerovo e da brandeira do Krai de Altai.